# Rio Bananal (vattendrag i Brasilien, lat -22,53, long -44,18)
Rio Bananal är ett vattendrag i Brasilien. Det ligger i den sydöstra delen av landet, 800 km sydost om huvudstaden Brasília.
Runt Rio Bananal är det i huvudsak tätbebyggt. Runt Rio Bananal är det tätbefolkat, med 659 invånare per kvadratkilometer.